# کلینتون، واشینگتن
کلینتون (به انگلیسی: Clinton) یک منطقهٔ مسکونی در ایالات متحده آمریکا است که در شهرستان آیلند، واشینگتن واقع شده‌است. کلینتون ۹٫۵ کیلومتر مربع مساحت و ۹۲۸ نفر جمعیت دارد و ۳۹ متر بالاتر از سطح دریا واقع شده‌است.